# الدوري الياباني لكرة القدم للسيدات 2017
الدوري الياباني لكرة القدم للسيدات 2017 هو موسم من الدوري الياباني لكرة القدم للسيدات. فاز فيه إن تي في بيليزا.